# Virgen del gato
La Virgen del gato es una pintura de Federico Barocci. Realizada alrededor de 1575, se conserva en la National Gallery de Londres.

## Descripción
La escena está representada en un ambiente sorprendentemente animado e informal. San Juan Bautista niño sostiene un jilguero, símbolo de la Pasión de Cristo, con el que se burla de un gato, mientras su cruz de caña está apoyada contra la pared de la izquierda. Mientras tanto, María amamanta al Niño y san José observa la escena.

## Historia
La obra fue encargada por el conde Antonio Brancaleoni de Piobbico. El gato y la cruz de caña del pequeño san Juan pueden ser una alusión al escudo de armas del conde (que consistía en un león rampante bajo una cruz). Se conserva un grabado del cuadro realizado en 1577 por Cornelis Cort y se supone que la pintura había sido terminada un par de años antes. Se conservan unos 35 dibujos preparatorios del artista para la realización del cuadro.